# Галлоглас

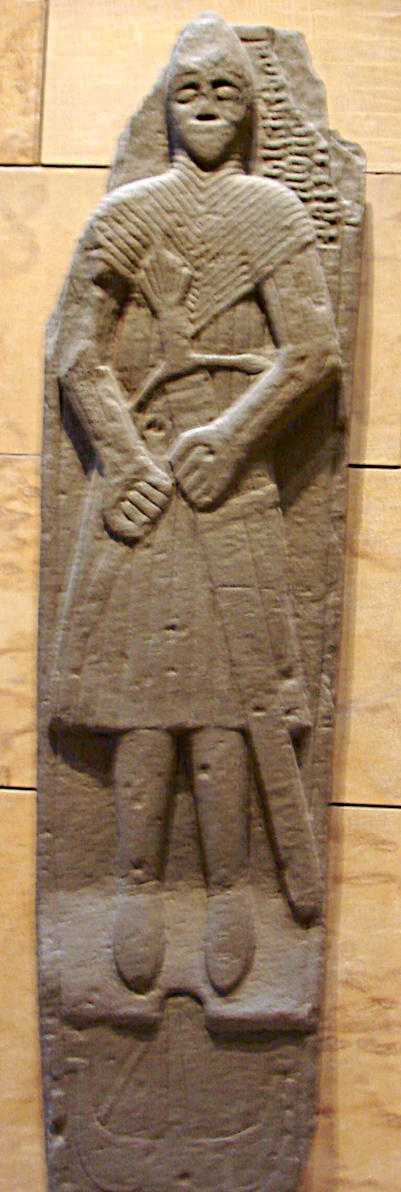
Гэльский воин позднего Средневековья.

Галлоглас (гэльск. Gallóglach, дословно — «иноземный воин») — профессиональный воин-наёмник, служивший в армиях ирландских владетелей и происходивший из гэльских кланов Западных островов и Шотландского высокогорья. Эти воины представляли собой воинскую элиту шотландских и ирландских армий в XIII—XVII веках. Галлогласы, как и скотты, имели гэльское происхождение, и были родственны ирландцам, однако со временем смешались с норвежскими поселенцами шотландских островов и пиктами, что заставило ирландцев называть этих воинов не иначе как Gall Gaeil (дословно — «иностранные гэлы»).
Впервые эти воины упоминаются в ирландских хрониках под 1259 годом, когда король Коннахта получил в придание 160 шотландских воинов от дочери короля Гебридов. Эти воины были организованы в группы (Corrughadh) примерно по 100 человек в каждой. В обмен на военную службу галлогласы получали земли и поселялись во владениях ирландских вождей, где они получали право кормиться за счёт местного населения. К 1512 году по всей стране насчитывалось 59 таких групп. Несмотря на то, что они были наёмниками, эти воины зачастую оседали на земли и пользовались теми же правами, что и коренные ирландцы. Этот процесс в полной мере отразился в XV веке. Галлоглас был тяжеловооружённым пехотинцем. В бою эти воины сражались массивными двуручными топорами, имевшими скандинавское происхождение, а также двуручными мечами-клейморами и иногда — копьями. Их тело защищали кольчуги, надетые поверх мягкой материи, а также железные шлемы. В сражении галлогласа обычно сопровождали двое юношей-помощников, один из которых нёс метательные копья воина, а другой — провизию. Сами помощники также были вооружены копьями и луками. В бою галлогласы были менее мобильны, чем всадники и ирландские легковооружённые воины-керны, однако хорошо сражались в обороне. Под 1517 годом упоминается, что ирландские войска под Томондом состояли из 750 всадников, 2324 воина-керна и 6 «баталий» галлогласов, каждая из которых состояла из 60-80 воинов, вооружённых копьями. Каждый из этих воинов имел помощника, который тоже был вооружён луком или копьём, а также прочими метательными снарядами.
В XVI веке галлогласы наряду с коренным ирландским населением были вовлечены в вооружённый конфликт с Англией, которая повела наступление на Ирландию с целью завоевания её земель. В этой войне галлогласы и прочие наёмники представляли серьёзнейшую угрозу английским войскам, которые применяли против галлогласов суровые меры. Несмотря на повсеместное распространение огнестрельного оружия, галлогласы продолжали оставаться главной силой ирландских армий. После тяжёлого поражения при Кинсейле привлечение на службу галлогласов сократилось, хотя наёмники продолжали прибывать в Ирландию вплоть до 1640-х годов.